# Cathédrale Saint-Georges d'Istanbul
Pour les articles homonymes, voir Cathédrale Saint-Georges.
La cathédrale Saint-Georges (en grec moderne : Καθεδρικός ναός του Αγίου Γεωργίου ; turc : Aya Yorgi Kilisesi) est la principale cathédrale orthodoxe grecque encore en usage à Istanbul, plus grande ville de Turquie et, sous le nom de Constantinople, capitale de l’Empire byzantin jusqu’en 1453. 
Depuis environ l'an 1600 elle est le siège du patriarcat œcuménique de Constantinople, plus haute instance de l'Église orthodoxe grecque, dont le chef est reconnu comme le primus inter pares des patriarches des chrétiens orthodoxes.

## Généralités

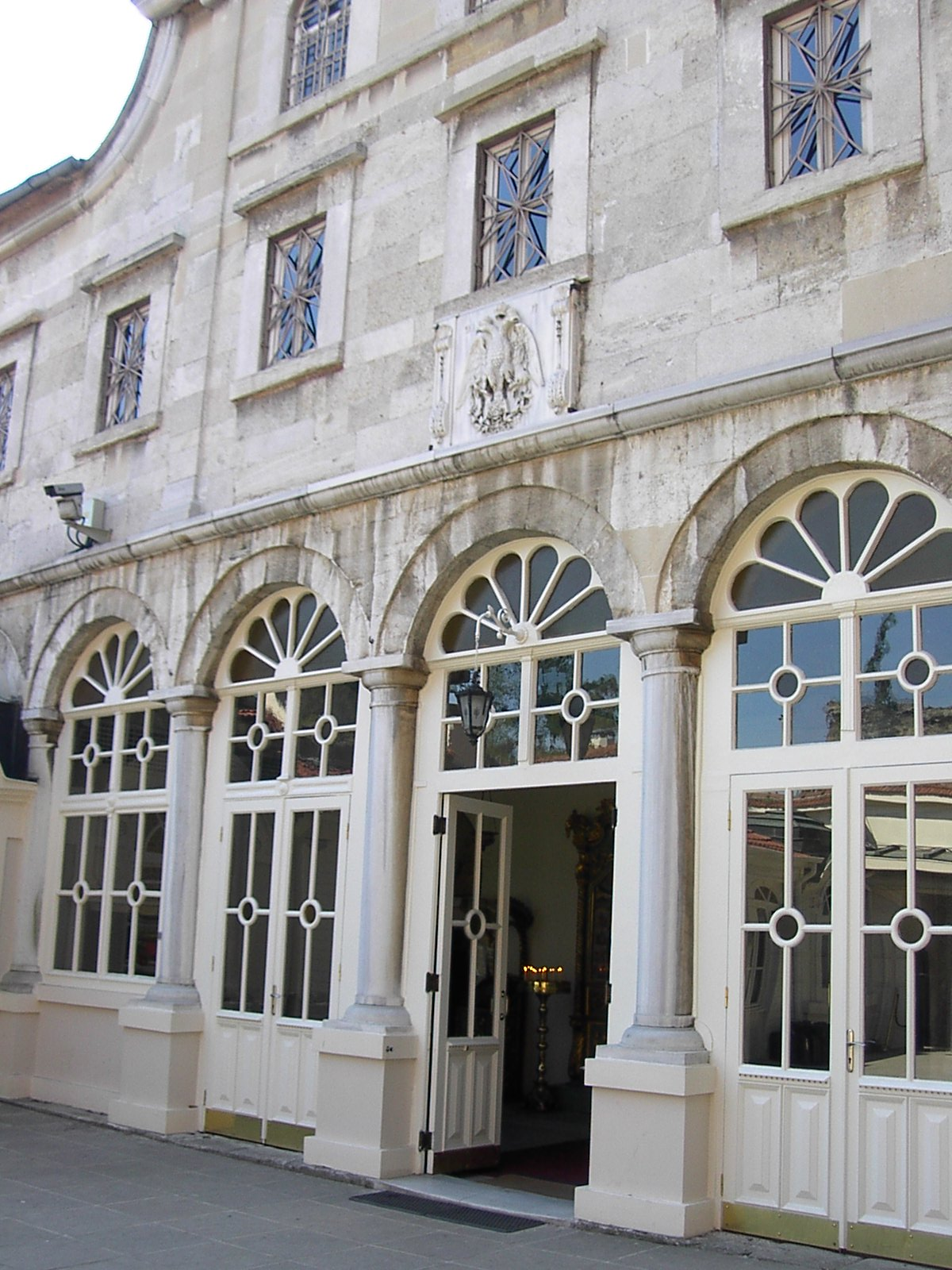
L'extérieur de l'église Saint-Georges. La façade date du milieu du XIXe siècle et montre une influence néo-classique qui la distingue des églises orthodoxes de style byzantin.

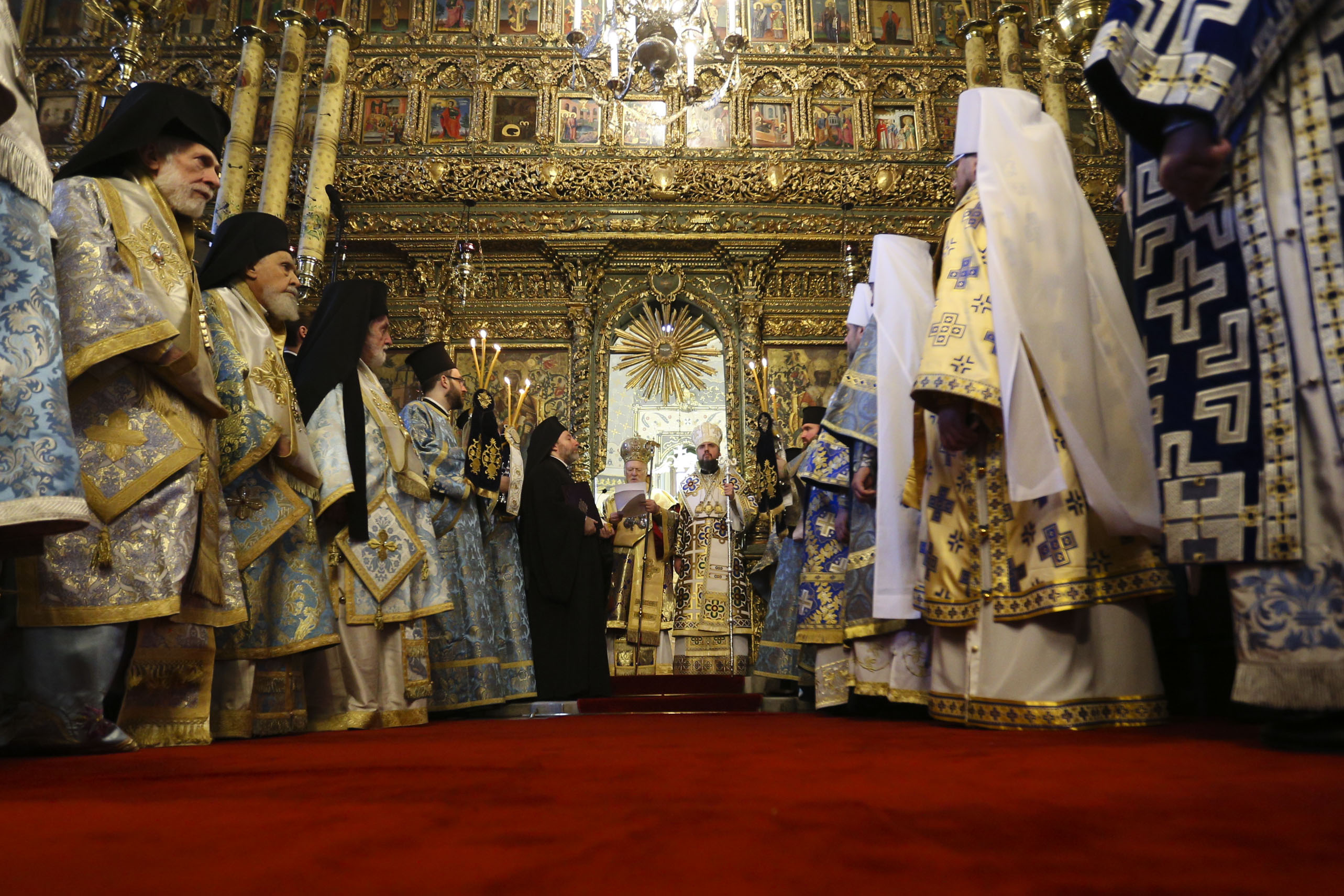
À l'intérieur de la basilique patriarcale de Saint-Georges au Phanar.

L'église, sous le patronage du martyr chrétien saint Georges, est le centre de nombreux services importants et l'endroit où le patriarche consacre le chrême (myron) le Jeudi saint, si nécessaire.  Pour cette raison, l'église est également connue sous le nom d'« église patriarcale de la grande myrrhe ». À une époque antérieure, le patriarche consacrait tout le chrême utilisé dans toute l'Église orthodoxe. Cependant, à présent, la plupart des chefs des églises autocéphales sanctifient leur propre myrrhe. 
L'église est située dans le quartier du Phanar d'Istanbul, au nord-ouest du centre historique de l'ancienne Constantinople (Son adresse est Fener Rum Patrikhanesi, Sadrazam Ali Pasa Cadesi, Fener 34220, Istanbul.). C’est une église relativement petite, surtout si l'on considère son statut dans le christianisme mondial ; ceci, cependant, s'explique par les lois islamiques de l'Empire ottoman qui régissaient les droits des dhimmis, stipulant que tous les bâtiments non islamiques doivent être plus petits et plus modestes que les bâtiments islamiques correspondants tels que les mosquées. Sans la conquête islamique de Constantinople en 1453, l'église du patriarcat serait bien évidemment, l'église Sainte-Sophie - ce qu'elle était auparavant. 
L'église est ouverte au public de 8h30 à 16h00, mais des contrôles de sécurité stricts sont en place, afin d'éviter les risques d'attaque de groupes extrémistes principalement islamistes. Elle est visitée en particulier par un flux de pèlerins venus de Grèce et d'autres pays orthodoxes. Derrière l'église se trouvent les bureaux et la bibliothèque du patriarcat. L'église, qui faisait partie d'un couvent ou d'un monastère avant de devenir le siège du patriarche, n'impressionne pas par sa taille, mais son intérieur est richement décoré dans des styles très appréciés des chrétiens orthodoxes.

## L'histoire

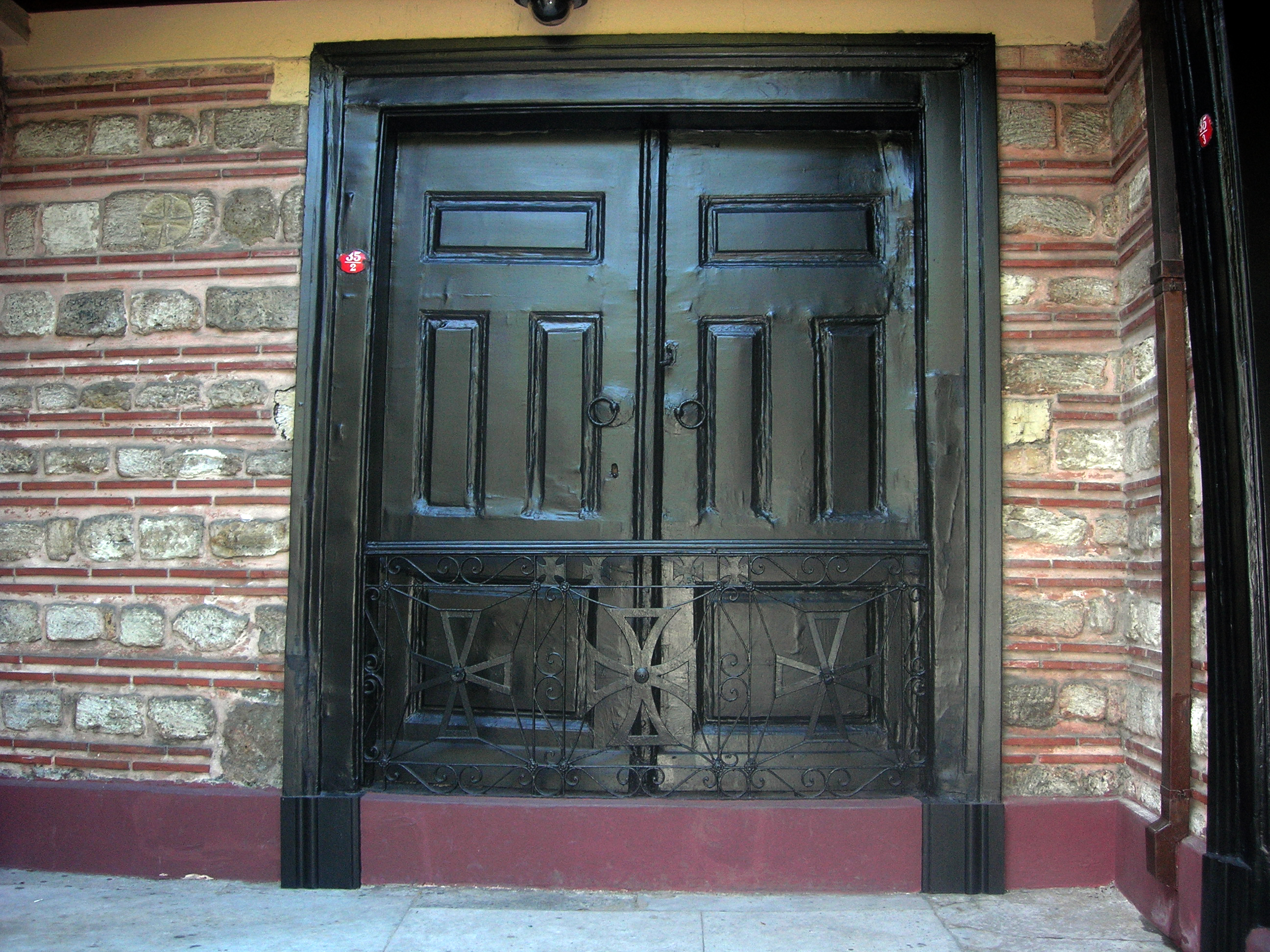
Porte Saint-Pierre au patriarcat. En 1821, le patriarche Grégoire V demeura suspendu trois jours dans son architrave, accusé par Mahmud II de son incapacité à réprimer la guerre d'indépendance grecque. La porte n'a pas été ouverte depuis.

Le patriarche Matthieu II (1596-1603) installa le patriarcat dans l'ancien couvent de Saint Georges, dans le quartier du Phanar, vers l'an 1600. La ville était aux mains des Turcs ottomans depuis 1453. Le district de Phanar est devenu le centre reconnu de la vie chrétienne grecque dans la ville. 
L'église a été reconstruite à plusieurs reprises et il ne reste que très peu de sa structure d'origine. Le patriarche Timothée II (1612-1620) a reconstruit et agrandi l'église en 1614. Elle a de nouveau été reconstruite sous le patriarche Callinique II (1694–1702). Au début du XVIIIe siècle (les sources varient quant à la date exacte), l'église fut gravement endommagée par un incendie. En 1720, le patriarche Jérémie III (1716-1726, 1732-1733) écrivit à Neophytos, métropolite d’Arta : « Par la miséricorde et la volonté du Dieu infiniment bon, les seigneurs, que Dieu leur accorde une longue vie, furent émus et nous ont donné la permission de reconstruire, à partir des fondations mêmes, la sainte église de notre trône patriarcal et œcuménique, et nous avons donc commencé ce bâtiment avec l'aide de Dieu ». Les travaux de restauration de Jérémie III ont été poursuivis par le patriarche Paisius II (patriarche à plusieurs reprises entre 1726 et 1752). 
Il y a eu un autre grand incendie en 1738, lorsque l'église a de nouveau été gravement endommagée. Ce n'est qu'en 1797 que le patriarche Grégoire V put entreprendre des travaux de restauration à grande échelle. L’état actuel de l’église date en grande partie de cette reconstruction. L'église a le plan d'une basilique à trois nefs avec trois absides semi-circulaires à l'est et un narthex transversal à l'ouest. L'intérieur est divisé en trois allées par des colonnades, avec les hauts bancs en bois d'ébène placés le long de la ligne des colonnes. Cet arrangement laisse amplement d'espace dans la nef pour les besoins de la liturgie. Dans le saint bêma, derrière l'autel, le synthronon (cathèdre) est disposé en demi-cercle le long du mur incurvé de l'abside, avec des sièges pour les archiprêtres et un trône supérieur central en marbre pour le patriarche. 
D'autres modifications ont été apportées à l'église sous le patriarche Grégoire VI (1835-1840), lorsque le toit a été surélevé à sa hauteur actuelle. De cette restauration date le portail néo-classique en marbre avec les encadrements ornementaux, ce qui donne à l’extérieur de l’église un aspect assez différent de celui de la plupart des autres églises orthodoxes, qui sont généralement conçues dans le style byzantin. La dernière reconstruction majeure a été réalisée par le patriarche Joachim III (1878-1912). Le pavage de marbre du sanctuaire a été remplacé, le synthronon a été rénové, des cercueils en marbre ont été réalisés pour le dépôt des reliques, les cadres des icônes ont été réparés et la collection ecclésiastique a été enrichie de vases liturgiques et de vêtements, tous donnés par des chrétiens orthodoxes étrangers à l'Empire ottoman. 
Un incendie a de nouveau endommagé l’église en 1941 et, pour des raisons politiques, elle n’a pas été complètement restaurée avant 1991. Ses objets les plus précieux, sauvés de chaque incendie, sont son trône patriarcal, dont on pense qu'il date du Ve siècle, de rares icônes de mosaïque et des reliques des saints Grégoire de Nazianze, connu des orthodoxes sous le nom de « Grégoire le Théologien » et Jean Chrysostome. Certains des os de ces deux saints, qui avaient été dérobés à Constantinople lors de la quatrième croisade en 1204, ont été rendus à l'église Saint-Georges par le pape Jean-Paul II en 2004. 
Depuis la chute des Ottomans et la montée du nationalisme turc moderne, la majeure partie de la population grecque orthodoxe d'Istanbul a été déportée ou contrainte d'émigrer après une série d'incidents plus ou moins violents comme le pogrom d'Istanbul, laissant le patriarche dans la position anormale d'un dirigeant sans troupeau, tout au moins localement. Aujourd'hui, l'église Saint-Georges sert principalement de centre symbolique du patriarcat œcuménique et de centre de pèlerinage pour les chrétiens orthodoxes. L'église est financée par des dons de communautés orthodoxes d'autres pays. 
Le 3 décembre 1997, un attentat à la bombe a sérieusement blessé un diacre et endommagé la cathédrale patriarcale. Ce fut l'une des nombreuses attaques terroristes contre le patriarcat œcuménique, ses églises et ses cimetières à Istanbul ces dernières années. Les efforts pour traduire les terroristes en justice sont censés se poursuivre.

## Galerie

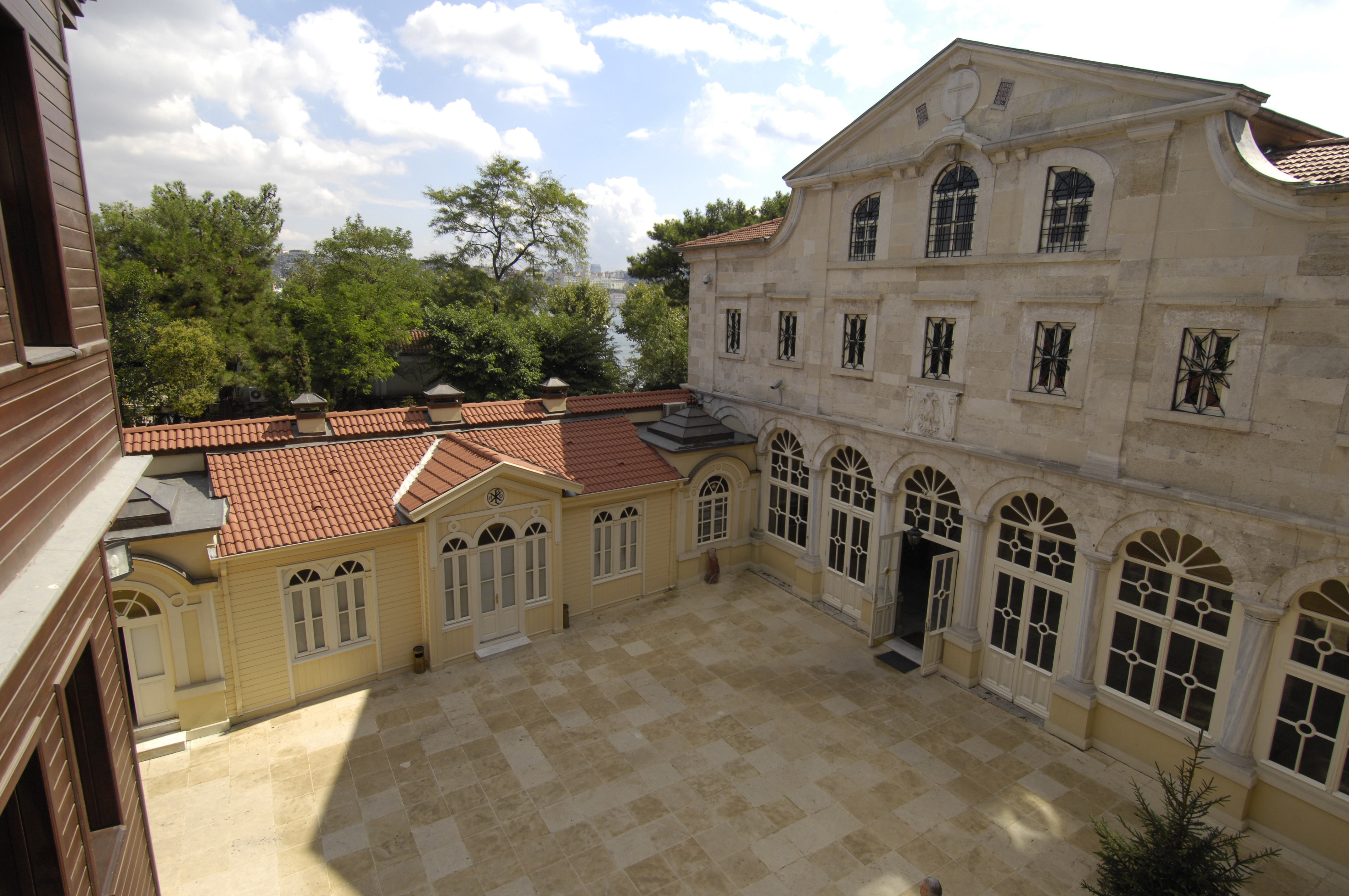
L'entrée avec la façade.
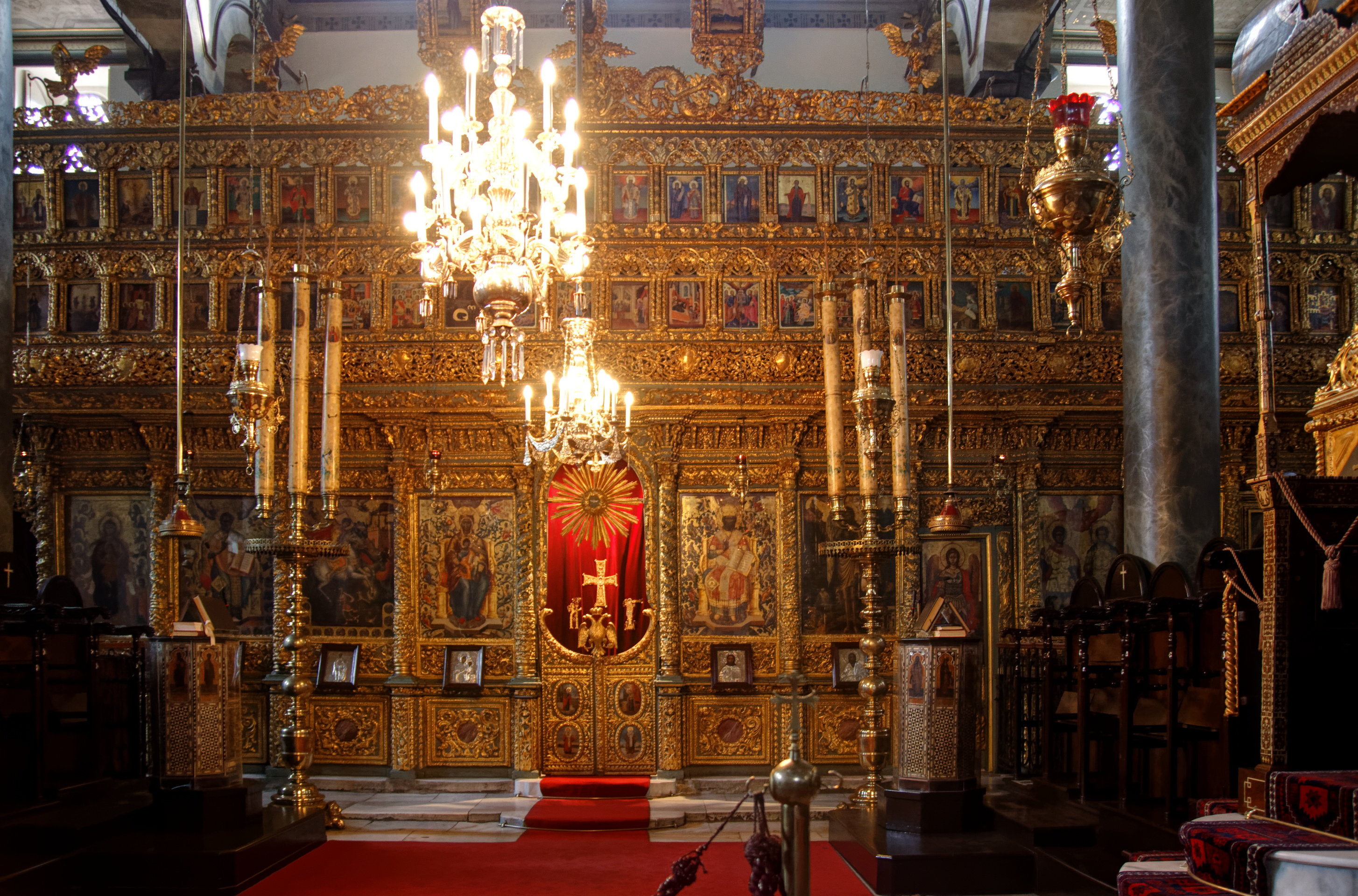
L'iconostase.
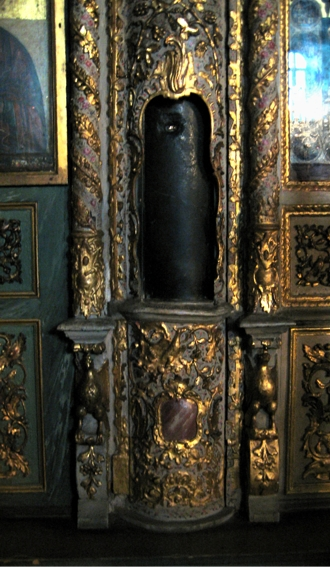
Fragment du pilier de la flagellation situé au sud de l'iconostase.
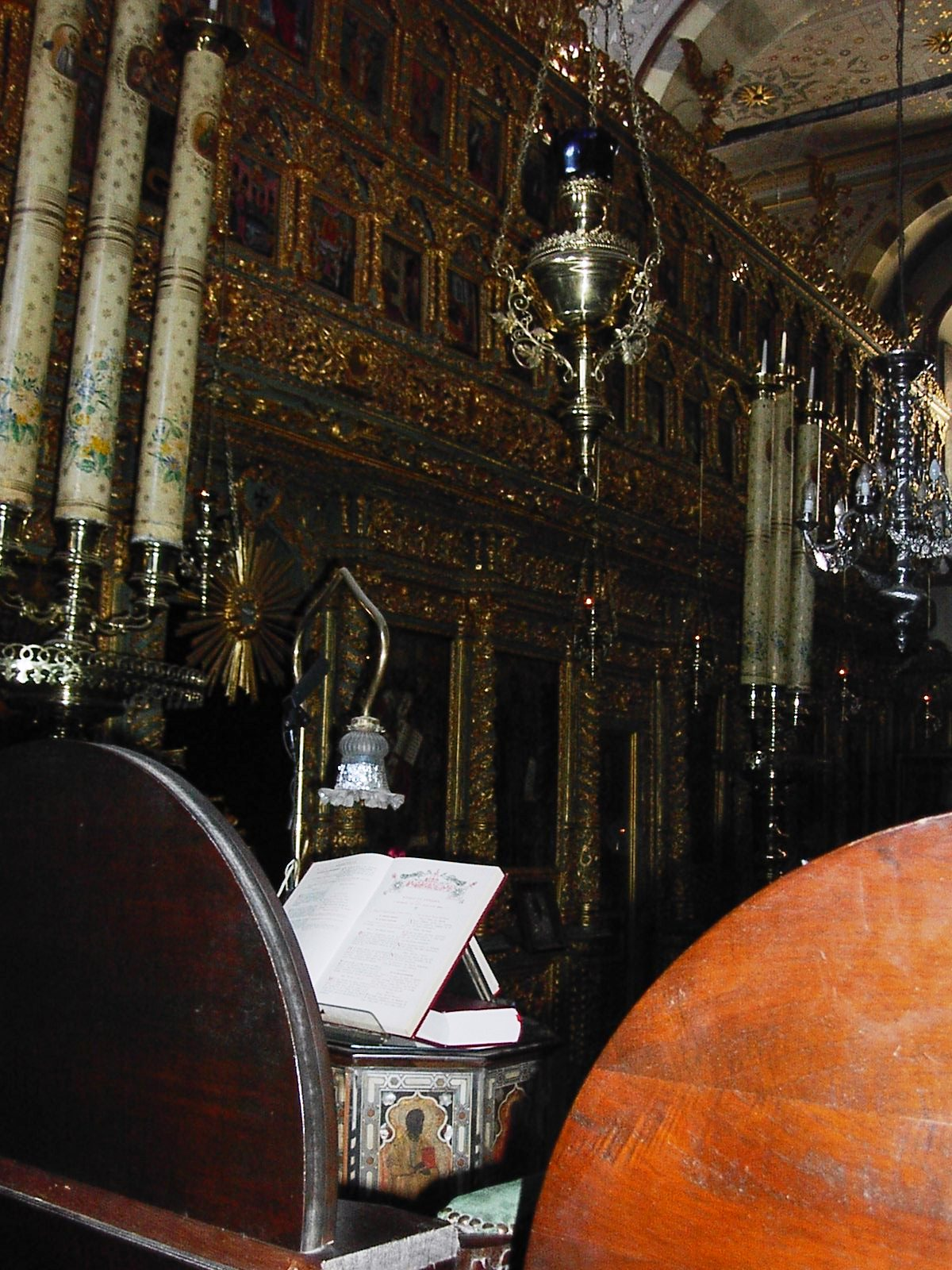
Le kliros, avec une iconostase à gauche.
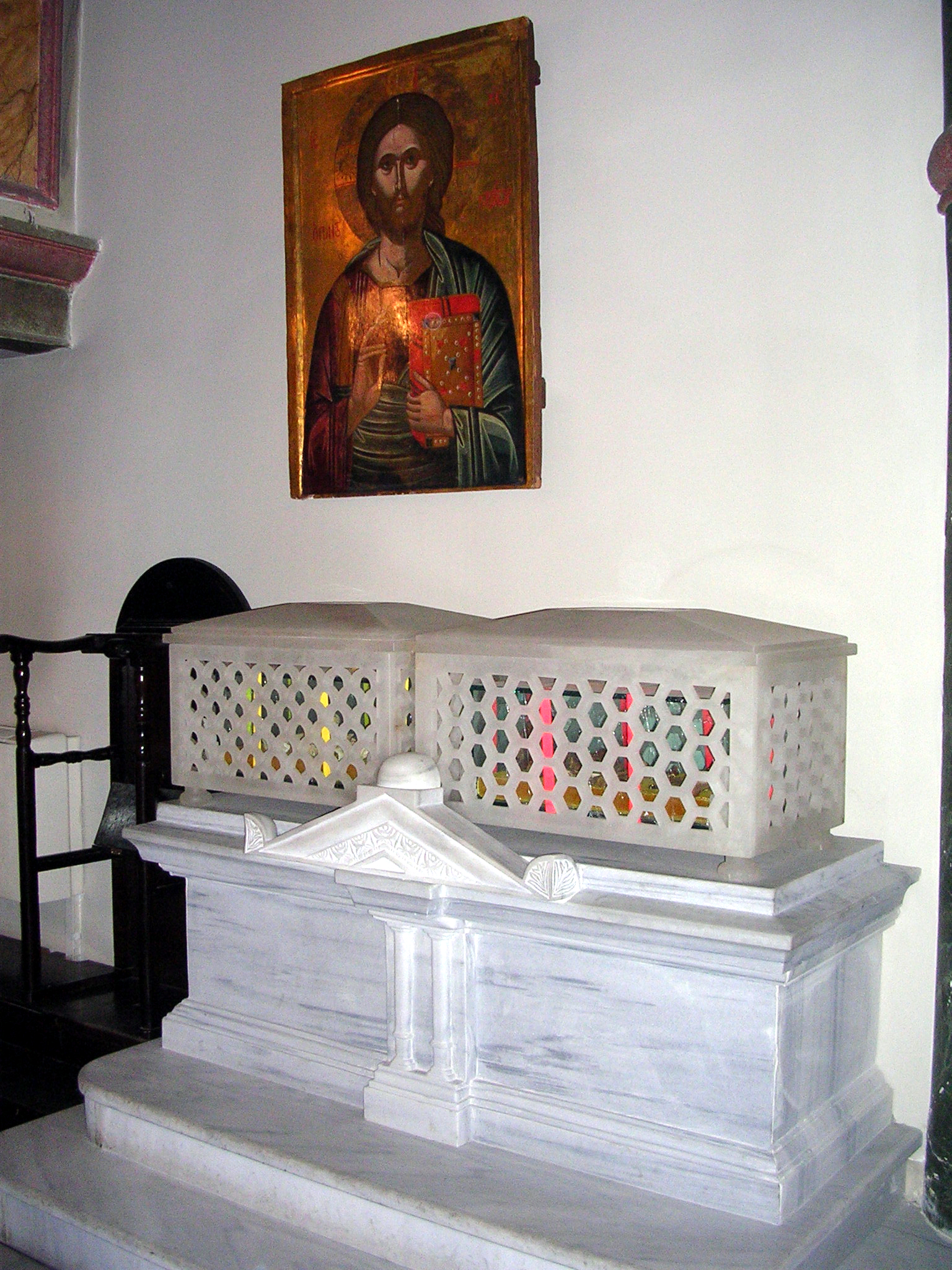
Coffrets de reliques des saints Jean Chrysostome et Grégoire de Nazianze.